# Osman Göktan
Osman Göktan (* 1933 in Trabzon) ist ein ehemaliger türkischer Fußballspieler und -funktionär. Durch seine lange Tätigkeit für Fenerbahçe Istanbul wird er mit diesem Vereinen assoziiert. Er war während der Präsidentschaftszeit von Fikret Arıcan in den Jahren 1985 bis 1987 als Vereinsfunktionär Fenerbahçes tätig und saß auch einige Zeit im Vereinsvorstand (türkisch: Yüksek Divan Kurulu).

## Spielerkarriere

### Kindheit und Jugend
Göktan kam in der Schwarzmeerstadt Trabzon auf die Welt und lebte hier bis zu seinem 13. Lebensjahr. Sein Vater verdiente sein Lebensunterhalt mit dem Import und Verkauf von Schuhen und Göktan war das jüngste von fünf Kindern. In Trabzon wohnte er in der gleichen Straße wie Nazmi Bilge, der wie Göktan auch zum Profifußballspieler werden und es auch zum Nationalspieler schaffen sollte. Mit Bilge spielte er lange Zeit zusammen in einer Mannschaft Straßenfußball. Nachdem Göktans Mutter 1950 verstorben war, besuchte er zur Aufmunterung während der Sommerferien seinen älteren Bruder in Istanbul. Dieser hatte sich mit seiner Familie hier niedergelassen. Mit dem Ende der Schulferien wollte Göktan nach Trabzon zurückkehren und wurde durch seinen Bruder dazu überredet fortan bei ihm in Istanbul zu leben. So wohnte Göktan fortan bei seinem Bruder im Istanbuler Viertel Kasımpaşa. Hier beendete er die Oberschule und besuchte anschließend das im Stadtteil Beyoğlu gelegenen Atatürk-Gymnasium (türkisch Beyoğlu Atatürk Lisesi). Neben seiner Schullaufbahn spielte er auch für die Schulmannschaft und nahm mit dieser an der türkischen Fußballmeisterschaft der Gymnasien teil. Im Finale setzte sich seine Mannschaft im berühmten Dolmabahçe Stadı gegen die Schulmannschaft der Kuleli Askeri Lisesi durch und wurde türkischer Fußballmeister der Gymnasien. In seiner Mannschaft spielte u. a. auch Günay Kayarlar. Dieser sollte es später bei Galatasaray Istanbul zum Profifußballspieler schaffen. Neben seiner Tätigkeit spielte er bei der Amateurmannschaft Istanbul Tünelspor.

### Verein
In seinem letzten Jahr auf dem Gymnasium, was der Saison 1954/55 entsprach, begann Göktan für Kasımpaşa Istanbul, dem Verein seines Viertels Kasımpaşa, zu spielen. Unter seinem Teamkameraden befanden sich damals auch Necdet Çoruh und Seracettin Kırklar. Mit beidem sollte er später bei Fenerbahçe Istanbul erneut zusammen spielen. Bei Kasımpaşa Istanbul wurde er aufgrund seines jungen Alters kaum eingesetzt. Dieser Umstand sorgte dafür, dass sich Göktan für die kommende Saison nach einem neuen Verein umschaute.
Nachdem Göktan im Sommer 1955 das Abitur erfolgreich bestanden hatte, begann er an der Universität Istanbul ein Studium der Volkswirtschaft. Zeitgleich zu seinem Studiumbeginn wechselte er zum Istanbuler Verein Emniyet SK, dem früheren Betriebssportverein der Istanbuler Polizei. Zum Zeitpunkt seines Wechsels zu Emniyet spielte dieser Verein in der İstanbul Profesyonel Ligi (dt.: Istanbuler Profiliga). Zu dieser Zeit existierte in der Türkei keine landesübergreifende Profiliga. Stattdessen existierten in den Ballungszentren wie Istanbul, Ankara und Izmir regionale Ligen, von denen die Istanbuler Profiliga als die renommierteste galt. In dieser Liga spielten u. a. die drei großen Istanbuler Vereine Galatasaray, Fenerbahçe und Beşiktaş. In diesem Umfeld gab Göktan am 3. Dezember 1955 in der Ligapartie gegen İstanbulspor sein Profidebüt. Trotz seines jungen Alters eroberte er sich schnell einen Stammplatz und absolvierte bis zum Saisonende elf von 18 möglichen Ligaspielen. Mit seinem Verein spielte er neben der Saison 1955/56 zwei weitere Spielzeiten in der Istanbuler Profiliga und belegte mit diesem nach jener dieser drei Spielzeiten auf dem letzten Tabellenplatz. Nachdem sein Verein die ersten zwei dieser Spielzeiten von dem Umstand profitierte, dass die Liga ohne Abstieg gespielt wurde, musste sie wegen des letzten Tabellenplatzes der Saison 1957/58 im Sommer 1958 in die 2. İstanbul Profesyonel Ligi (dt.: 2. Istanbuler Profiliga) an, in die 2. Division des Istanbuler Ligasystems, absteigen.
Mit dem Abstieg von Emniyet im Sommer 1958 bekam Göktan vom Trainer von Beyoğluspor, Bülent Eken, das Angebot an einer Dänemark-Reise seiner Mannschaft teilzunehmen und während dieser Reise für seinen Verein zu spielen. Göktan willigte ein und nahm mit Beyoğluspor an der Dänemark-Reise teil. Nach dieser Reise bekam er von Eken das Angebot fortan für seine Mannschaft zu spielen. Dieses Angebot lehnte Göktan dankend mit der Begründung ab, dass er es leid sei für kleinere Mannschaften zu spielen und deswegen in der Regel als Verlierer vom Spielfeld zu geben. Zu dieser Zeit bekam er vom Sportarzt Reşat Dermanver eine Nachricht ihn in seiner Praxis aufzusuchen. Dermanver, der seine Praxis in Beyoğlu hatte, war auch als Mannschaftsarzt von Fenerbahçe Istanbul tätig, betreute aber auch in seiner Praxis Sportler anderer Vereine. In diesem Treffen teilte Dermanver Göktan mit, dass die Verantwortlichen von Fenerbahçe ihn verpflichten wollen und auf ihn im Vereinshaus warteten. So wechselte Göktan vor der Saison 1958/59 zu Fenerbahçe. Bei diesem Klub lief er in seiner ersten Saison in acht von möglichen 18 Ligaspiele seiner Mannschaft auf. Mit seinem Verein beendete er die Saison als Istanbuler Meister der und sicherte sich damit die letzte Meisterschaft der Istanbuler Profiliga. In dieser Spielzeit wurde die Meisterschaft der Liga durch zwei Finalspiele entschieden. Im ersten Spiel dieses Finales unterlag Göktans Team dem Erzrivalen mit 0:1. Das Tor erzielte mit Metin Oktay der damals erfolgreichste Stürmer des türkischen Fußballs. Vor dem Rückspiel schlug Göktan, der bisher bei Fenerbahçe immer als rechter Außenverteidiger eingesetzt wurde, dem Libero und Mannschaftskapitän Naci Erdem vor, dieses Mal auf der Position des Liberos gegen Oktay zu spielen. Erdem, der nach Göktans Aussagen sich immer gegen seinen direkten Gegenspieler Oktay schwer tat, willigte ein. Göktan spielte im Rückspiel erfolgreich gegen Oktay, seine Mannschaft gewann deutlich mit 4:0 und sicherte sich die Meisterschaft. Ab Frühjahr 1959 nahm Göktan dann mit Fenerbahçe an der neugegründeten und landesweit ausgelegten Millî Lig (der heutigen Süper Lig) teil. Diese Liga wurde im Frühjahr 1959 als die erste landesweit ausgelegte Nationalliga der Türkei gegründet und löste die regionalen Ligen in den größeren Ballungszentren, wie z. B. die İstanbul Profesyonel Ligi, als höchste und einzige türkische Spielklasse ab. Die erste Spielzeit der Millî Lig wurde von Februar 1959 bis Juni 1959 ausgespielt und endete mit einem Sieg von Fenerbahçe Istanbul. Göktan absolvierte nahezu alle Partien seiner Mannschaft über die volle Spiellänge und wurde mit seinem Team erster türkischer Fußballmeister. In der zweiten Saison misslang die Titelverteidigung der Meisterschaft. Stattdessen gewann die Mannschaft den Cemal-Gürsel-Pokal. In der dritten Saison wurde er mit seiner Mannschaft wieder türkischer Meister. Göktan blieb die nachfolgenden zwei Spielzeiten mit seinem Verein ohne Titelgewinn. In der Spielzeit 1963/64 verlor Göktan zwar seinen Stammplatz, jedoch wurde er mit seinem Team zum dritten Mal türkischer Meister. Göktan, der mittlerweile von einem Stammspieler eher zu einem Ergänzungsspieler geworden war, konnte mit seinem Team auch in der Spielzeit 1964/65 erneut mit seinem Team die türkische Meisterschaft holen. Dadurch gelang seinem Team die Titelverteidigung in der Meisterschaft, die erste der Vereinsgeschichte. Nachdem in der Saison 1965/66 die erneute Titelverteidigung in der Meisterschaft verpasst wurde, entschied die Klubführung eine Kaderrevision durchzuführen. Göktan der in dieser Spielzeit lediglich in sieben Ligaspielen eingesetzt wurde, nahm diese Revision zum Anlass und beendete seine Karriere.
Im September 1967 gab er im Balkanpokalbegegnung gegen den albanischen Vertreter FK Partizani Tirana sein Abschied von der Fußballbühne.

### Nationalmannschaft
Göktan begann seine Nationalmannschaftskarriere im Juli 1959 mit einem Einsatz für die türkische B-Nationalmannschaft, die damalige zweite Auswahl der türkischen Nationalmannschaft.
Im 1. Juni 1961 wurde vom Nationaltrainer Puppo Sandro im Qualifikationsspiel der Weltmeisterschaft 1962 gegen die norwegische Nationalmannschaft zum ersten Mal für das Aufgebot der türkischen Nationalmannschaft nominiert und absolvierte in dieser Begegnung sein erstes A-Länderspiel.
Insgesamt kam er in zwei B- und vier A-Länderspielen zum Einsatz.

## Leben nach der Fußballkarriere und Funktionärskarriere
Göktan lehnte aus familiären Gründen nach seiner Karriere Trainerangebote ab. Seine Kinder besuchten in Istanbul verschiedene Gymnasien und Göktan hätte wegen seiner Trainerkarriere seine Familie verlassen müssen, um in Anatolien Vereine zu betreuen. Stattdessen arbeitete er nach seiner Karriere erst als Filmdistributor. Später begann er in Kasımpaşa als Vizepräsident eines Elektronikkonzerns zu arbeiten.
In den Jahren 1985 bis 1987 war Göktan während der Präsidentschaftszeit von Fikret Arıcan als Vereinsfunktionär Fenerbahçes tätig. Göktan war auch eine Zeitlang im Vereinsvorstand (türkisch: Yüksek Divan Kurulu) Fenerbahçes aktiv.

## Erfolge
Mit Beyoğlu Atatürk Lisesi
- türkischen Fußballmeister der Gymnasien: 1954/55

Mit Fenerbahçe Istanbul
- Meister der İstanbul Profesyonel Ligi: 1958/59
- Türkischer Meister: 1959, 1960/61, 1963/64, 1964/65
- Türkischer Pokalfinalist: 1962/63, 1964/65
- Präsidenten-Pokalsieger: 1967/68
- Balkanpokalsieger: 1964/65
- Spor-Toto-Pokalsieger: 1964/65
- Cemal-Gürsel-Pokalsieger: 1959/60